# Mezei Ernő
Mezei Ernő, 1875-ig Grünfeld Ernő (Sátoraljaújhely, 1850. május 1. – Budapest, 1932. október 25.) hírlapíró, országgyűlési képviselő, a Petőfi Társaság tagja. Mezei Mór hírlapíró öccse.

## Pályája
Grünfeld Ignác birtokos, hivatalnok fia. Középiskoláit szülővárosában és Kassán végezte, jogot a budapesti egyetemen hallgatott. 1871-ben mint politikai vezércikkíró az akkori balközéppárt közlönyének, az Ellenőrnek szerkesztőségébe lépett. 1873-ban Csávolszky Lajos kilépett az Ellenőr szerkesztőségéből, 1874. január 1-jén megindította a Baloldal című napilapot és április 1-jén folytatását, az Egyetértést. Ekkor Mezei Ernő is e lapok főmunkatársa lett és hosszú időn át megmaradt a lap vezércikkírójának. 1878-ban mint a Függetlenségi Párt jelöltje lépett fel a gyomai kerületben, ahova maga Kossuth Lajos ajánlotta. 1881-ben a miskolci déli kerület országgyűlési képviselőjévé választotta. A képviselőházban az önálló hadsereg és az általános népoktatás mellett tartott beszédeivel, később pedig a tiszaeszlári perrel kapcsolatban az antiszemita izgatások elleni felszólalásaival tűnt ki. Az Egyetértés megszűnése után, 1910-ben a Pesti Hírlap szerkesztőségébe lépett át.

## Munkái
- Tisza Kálmán a miniszterelnök (Budapest, 1875)
- A polgári házasság. Felolvasás, tartotta 1876. ápril havában (Budapest, 1876)
- Bolyongások az olasz ég alatt (Budapest, 1877)
- Tisza Kálmán 1877-ben (Budapest, 1877)

## Cikkei
Magyarország és a Nagyvilágban
- Mária-Loretto a wörthi tónál (1877)

- Emlékezés Darmay Viktorra (1878)
- Gróf Széchenyi István (1880)

Pesti Naplóban
- A piasai Campo-Santo (1877, 131. szám)

Fővárosi Lapokban
- Mehádiai napok (1879)

Koszorúban
- Írók dicsősége (1879)

- Az utazás ideálja (1880)

Egyetértésben
- Báró Eötvös József emlékezete (1879, 143. szám)
- Lyrai költészetünk és közönségünk (1886, 308. szám)

Arad és Vidékében
- A jótékonyság politikája (1883, 134-137. szám)

Pesti Hírlapban
- A muzsák választottaj: Rudnyánszky Gyula (1886, 114. szám)

Költeményeket írt a Vasárnapi Ujságba (1897., 1900.), az Ország-Világba (1898–99.). Országgyűlési beszédei a Naplóban (1881-84) jelentek meg.